# Cerura
Cerura és un gènere de lepidòpters ditrisis de la família dels notodòntids (Notodontidae).

## Taxonomia
- Cerura vinula (Linnaeus, 1758)
- Cerura iberica (Ortiz & Templado, 1966)
- Cerura delavoiei (Gaschet, 1876)
- Cerura erminea (Esper, 1783)
- Cerura felina Butler, 1877
- Cerura przewalskyi (Alphéraky, 1882)
- Cerura menciana Moore, 1877
- Cerura subrosea (Matsumura, 1927)
- Cerura dayongi Schintlmeister & Ullal, 2001
- Cerura priapus Schintlmeister, 1997
- Cerura tattakana Matsumura, 1927
- Cerura malaysiana Holloway, 1982
- Cerura kandyia Moore
- Cerura australis Scott, 1864
- Cerura multipunctata Bethune-Forner, 1904
- Cerura liturata Walker, 1855
- Cerura thomasi Schintlmeister, 1993
- Cerura scitiscripta Walker, 1865
- Cerura candida Lintner, 1878
- Cerura rarata Walker, 1865

## Galeria

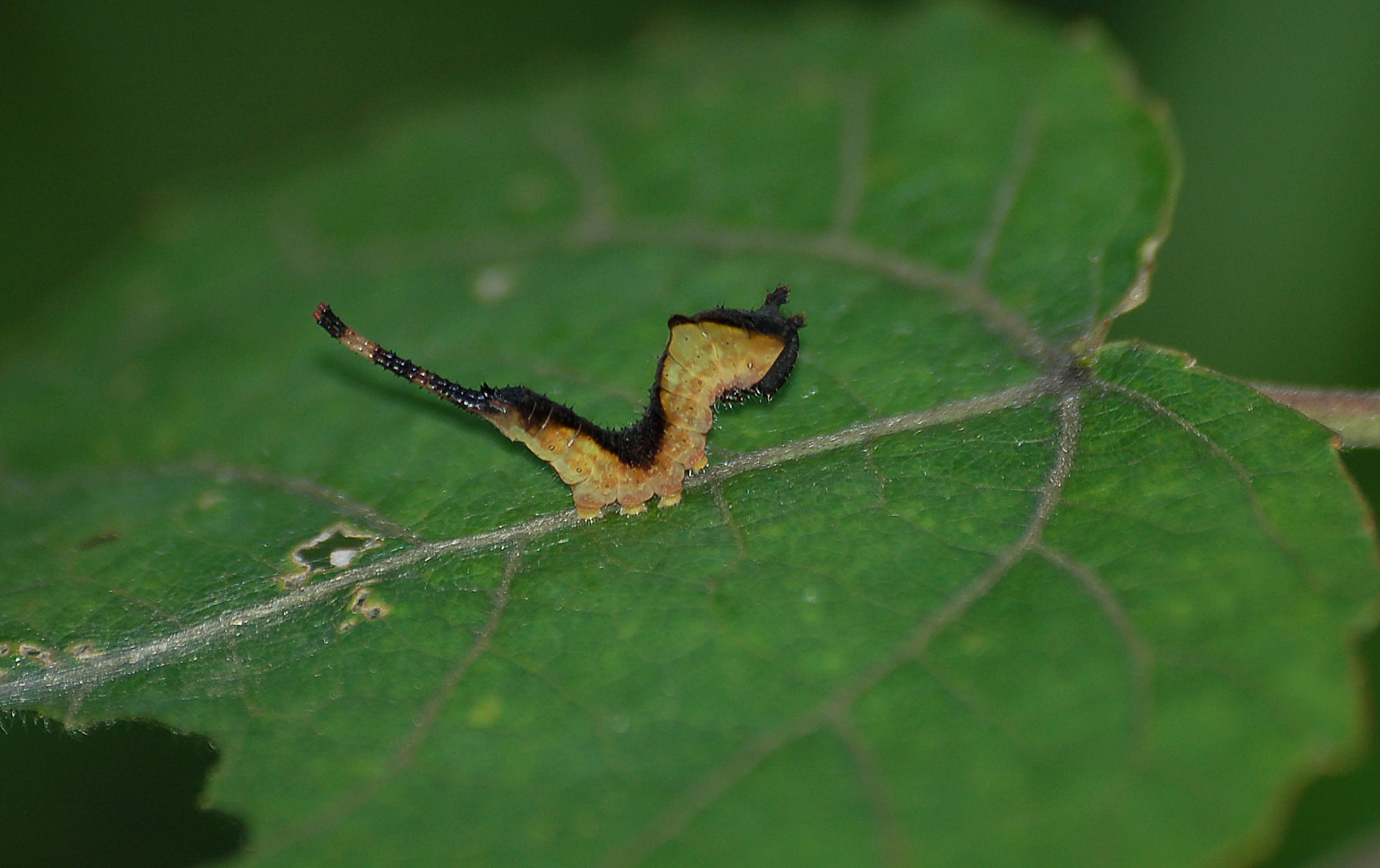
Cerura erminea larva
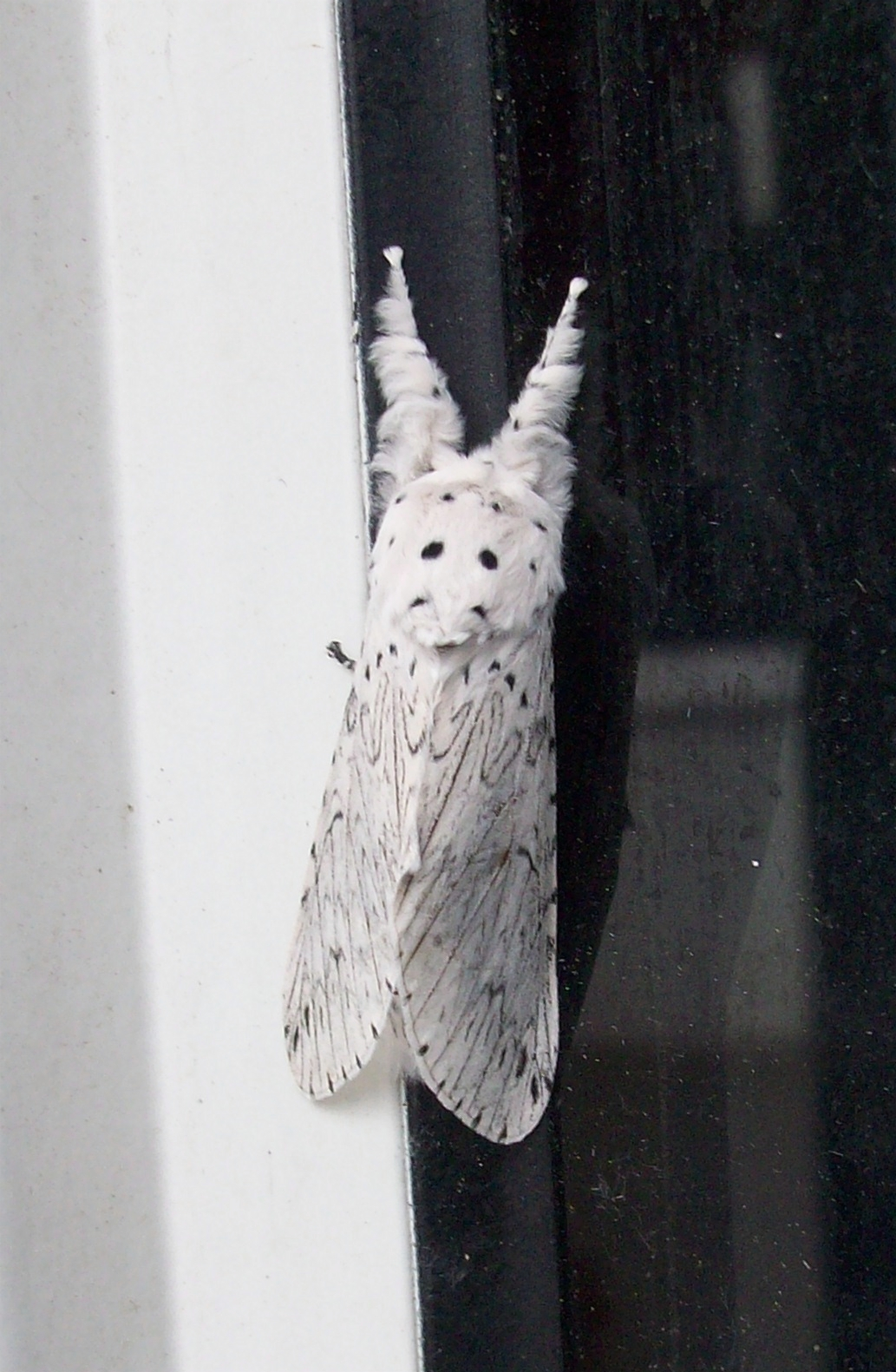
Cerura erminea
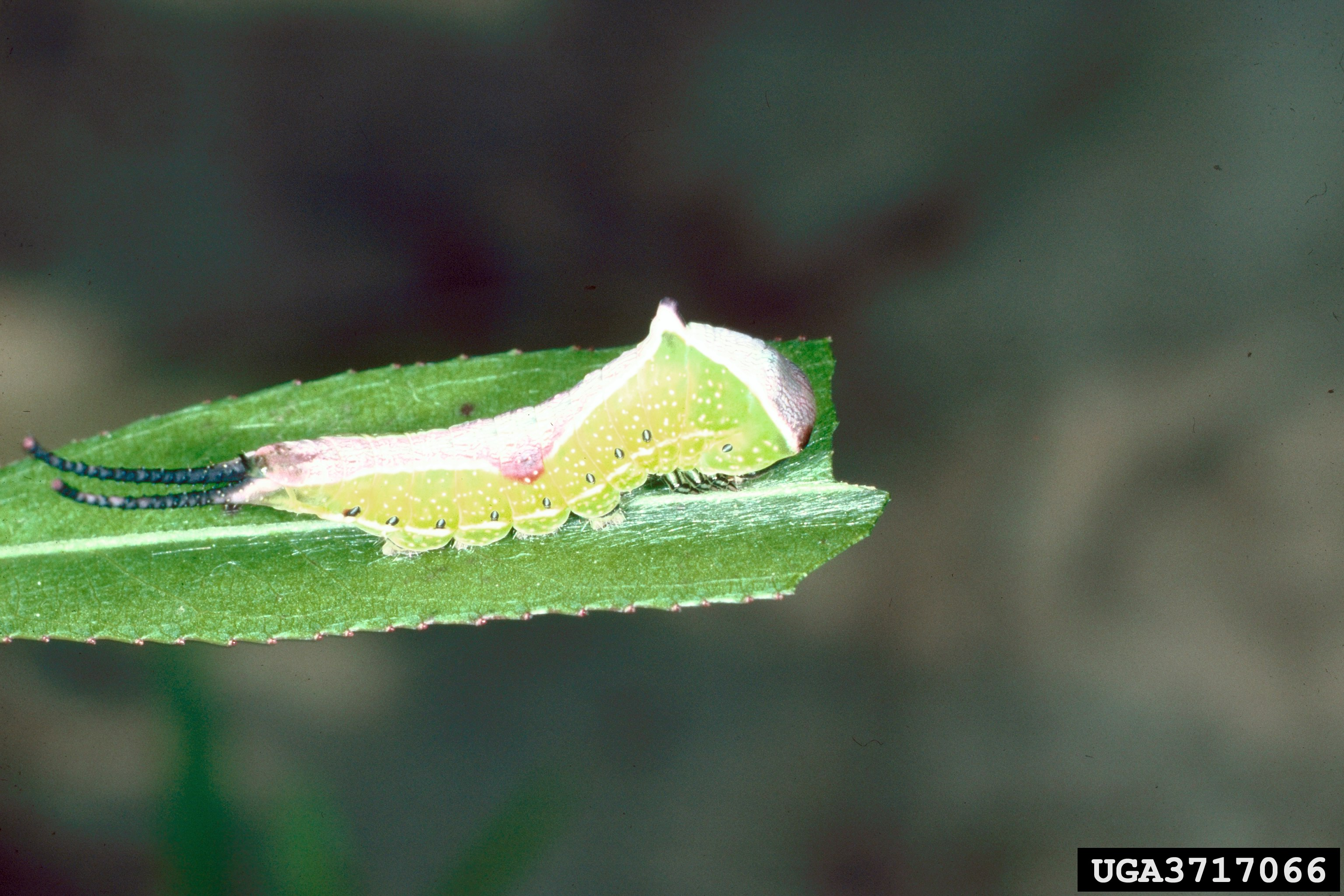
Cerura scitiscripta larva
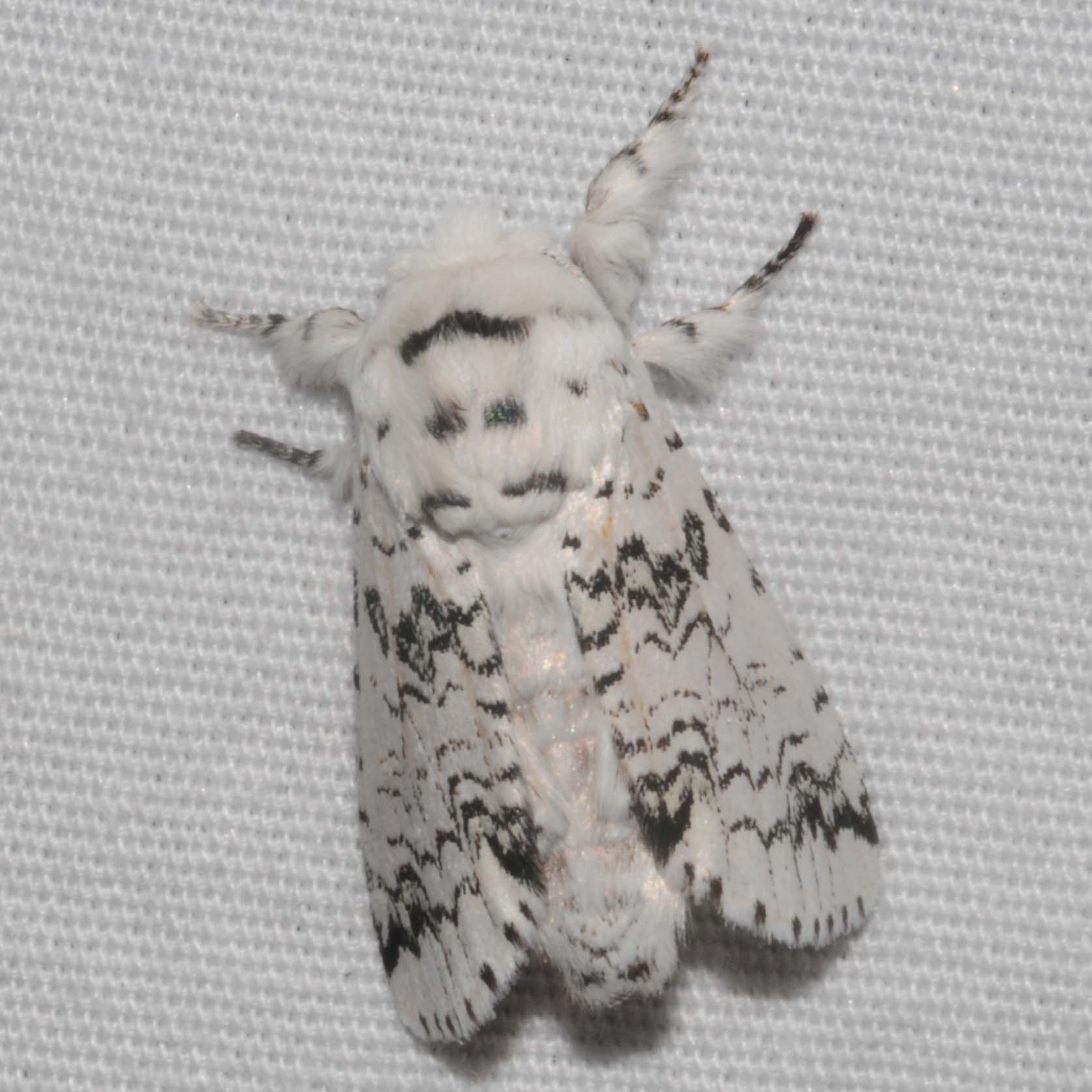
Cerura scitiscripta
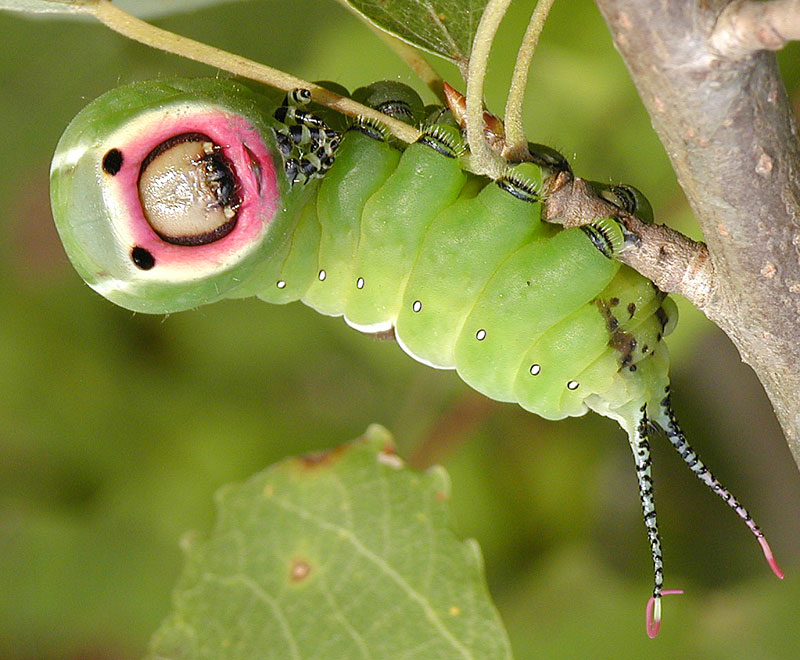
Cerura vinula larva
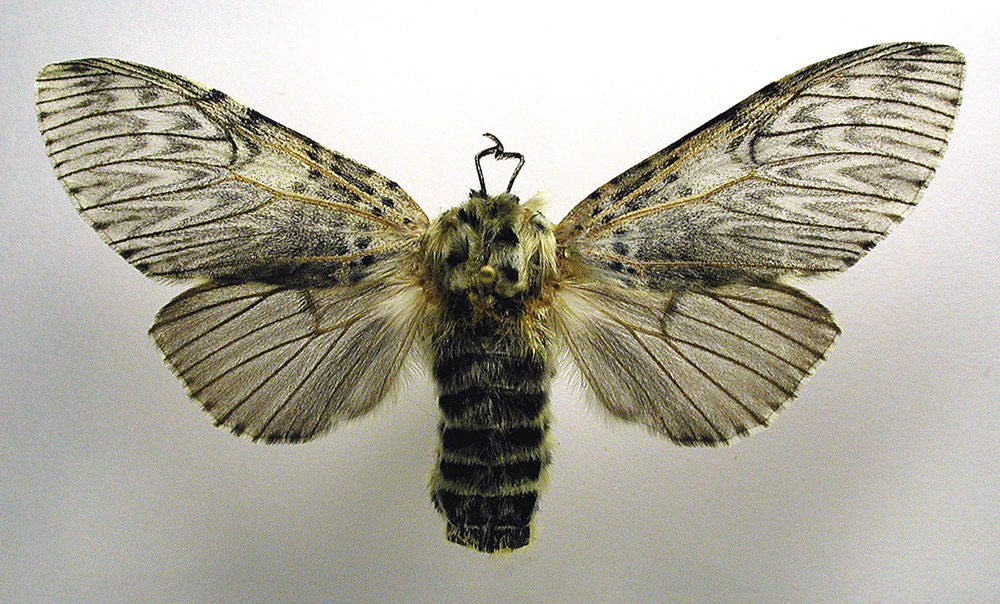
Cerura vinula